# Tréguidel
Tréguidel é uma comuna francesa na região administrativa da Bretanha, no departamento Côtes-d'Armor. Estende-se por uma área de 6,58 km². Em 2010 a comuna tinha 633 habitantes (densidade: 96,2 hab./km²).